# ラーマット・アルハッサン
ラーマット・アルハッサン（Rhamat Alhassan、1996年9月7日 - ）は、アメリカ合衆国の元女子バレーボール選手である。元アメリカ合衆国代表。

## 来歴
メリーランド州グレナーデン（英語版）出身。Academy of the Holy Cross（英語版）在校中の2013年にユース代表に選出され、タイのナコンラチャシマで開催されたユース世界選手権に出場し準優勝を果たす。
フロリダ大学進学後の2014年にはジュニア代表となり、NORCECAジュニア選手権に出場。優勝に大きく貢献するとともに自らもMVP、ベストミドルブロッカーに選出された。2015年にはシニア代表候補となった。
2016年のパンアメリカンカップに出場したアルハッサンは銅メダル獲得に貢献して自らもベストミドルブロッカーに耀いた。翌年の同大会では優勝を果たした。2017年の国内大会ではNCAA選手権でフロリダ大学準優勝に貢献して、オールスターチームに選出された。またホンダスポーツ賞（バレーボール部門）も獲得している。
2018年7月15日、日本のV.LEAGUE Division1所属チームであるNECレッドロケッツとプロ契約を結んだと報じられ、プロ選手キャリアをスタートさせる。同年9月1日、NECがアルハッサンの入団を発表した。

## 球歴
- ユース代表
  - 2013年 世界ユース選手権 準優勝
- ジュニア代表
  - 2014年 - ジュニアNORCECA選手権 優勝、ベストミドルブロッカー
- シニア代表
  - 2016年 - パンアメリカンカップ 銅メダル
  - 2017年 - パンアメリカンカップ 優勝

## 所属チーム
- フロリダ大学ゲイターズ（2015-2018年）
- NECレッドロケッツ（2018-2019年）
- VolAlto 2.0 Caserta（2019-2020年）
- キエーリ'76（2020-2022年）
- イル・ビゾンテ・フィレンツェ（2022-2023年）

## 受賞歴
- 2014年 - ジュニアNORCECA選手権 MVP、ベストミドルブロッカー
- 2016年 - パンアメリカンカップ ベストミドルブロッカー
- 2017年 - NCAAバレーボール選手権 ベストミドルブロッカー、オールスターチーム
- 2018年 - ホンダスポーツ賞